# Mønsted
Mønsted is een plaats in de Deense regio Midden-Jutland, gemeente Viborg. De plaats telt 670 inwoners (2008).